# Levada Nova de Santa Cruz
A Levada Nova de Santa Cruz a foi construída no âmbito da Comissão Administrativa dos Aproveitamentos Hidráulicos da Madeira, tendo sido concluída em 1966. No projecto Inicial estava  previsto a construção de uma central hidroeléctrica no início da Levada.

## Percurso
O Percurso da levada Nova de Santa Cruz inicia-se na madre de Água da Ribeira de Santa Cruz perto da Aldeia de Santo António da Serra, no sítio do Poiso. No percurso inicial percorre o vale da Ribeira de Santa cruz até ao sítio de Moinhos da Serra indo depois cruzar o vale da Ribeira do Moinho voltando novamente a sul com vista sobre o aeroporto internacional da Madeira e terminando no sítio da Queimada.

## Características
- Distância total: 10 km
- Duração:
- Atitude: 549 m (max) - 256 m (min)
- Início e fim:  Poiso (Santa Cruz) - Queimada (Santa Cruz)

## Galeria de imagems

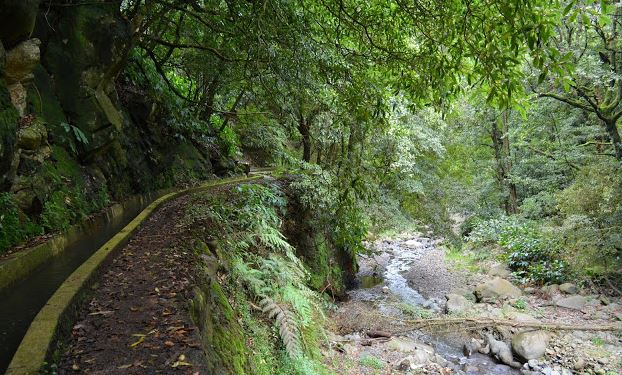
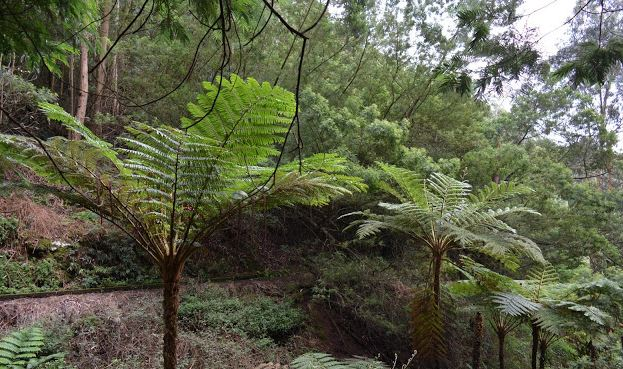
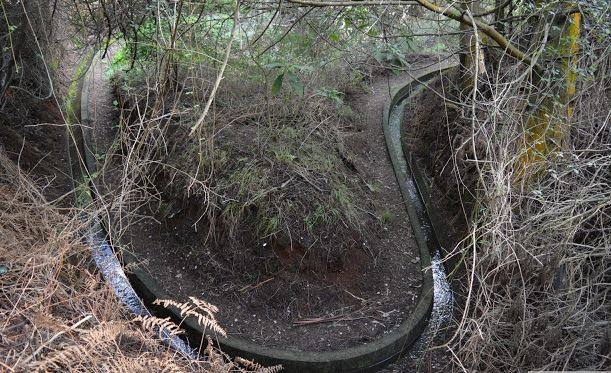

## Levadas
- Lista das levadas da ilha da madeira